# Liste der politischen Parteien Togos
In der Liste politischer Parteien Togos finden sich die aktuellen und historischen Parteien des westafrikanischen Staates Togo. Togo wird politisch von der "Einheitspartei" Rassemblement du peuple togolais dominiert. Die daneben erlaubten Oppositionsparteien erhalten kaum eine Chance zur Entfaltung.

## Historische Parteien
- Comité de l'unité togolaise (CUT) – „Komitee für die Einheit Togos“
- Parti togolais du progrès (PTP) – „Togoische Fortschrittspartei“
- Union des chefs et des populations du nord (UCPN) – „Union der Chefs und des Volkes des Nordens“
- Mouvement de la jeunesse togolaise (Juvento) – „Jugendbewegung Togos“

## Aktuelle Parteien

### Einheitspartei
Die von Gnassingbé Eyadéma gegründete Partei war während seiner Diktatur die einzige Partei, bis am 12. April 1991 andere Parteien zugelassen wurden. 
- Rassemblement du peuple togolais (RPT) – "Versammlung des Togoischen Volkes"

### Gemäßigte Opposition
- Rassemblement pour le soutien à la démocratie et au développement (RSDD) – "Versammlung für die Unterstützung der Demokratie und der Erneuerung"
- Convergence patriotique panafricaine (CPP) – "Patriotische panafrikanische Konvergenz"
- Parti pour la démocratie et le renouveau (PDR) – "Partei für die Demokratie und die Erneuerung

### Radikale Opposition
Die Radikale Opposition Togos boykottiert aufgrund der Vorwürfe der Wahlmanipulation durch die RPT Wahlen. Zur Präsidentschaftswahl 2005 stellten die Oppositionsparteien eigene Kandidaten auf, zwischen den Oppositionsparteien herrschte aber Uneinigkeit. Die Parteien der radikalen Opposition stellten Emmanuel Bob-Akitani aus den Reihen der UFC als gemeinsamen Kandidaten auf, die nachfolgend aufgeführten weiteren Oppositionsparteien unterstützten hingegen Léopold Gnininvi aus den Reihen der radikalen Oppositionspartei CDPA als Kandidaten.
- Union des forces de changement (UFC) – "Union der Kräfte der Veränderung"
- Comité d’action pour le renouveau (CAR) – "Aktionskomitee für Erneuerung"
- Convention démocratique des peuples africains (CDPA) – "Demokratischer Konvent der afrikanischen Völker"
- Pacte socialiste pour le renouveau (PSR) – "Sozialistischer Pakt für die Erneuerung"
- Alliance des démocrates pour le développement intégral (ADDI) – Allianz der Demokraten für eine integrale Entwicklung"
- Union des démocrates socialistes du Togo (UDS–TOGO) – "Union der demokratischen Sozialisten Togos"

### Weitere Parteien
- Partié nationale panafricain (PNP)
- Nouvelle dynamique populaire (NDP)
- Mouvement populaire pour la libération du Togo (MPLT) – "Volksbewegung für die Befreiung Togos"
- Association des femmes des marchés du Togo (AFMT) – "Vereinigung der Marktfrauen von Togo"
- Mouvement des jeunes pour la sauvegarde de la patrie (MJSP) – "Jugendbewegung für den Schutz des Vaterlandes"
- Association phoenix et le comité de soutien à la candidature unique de l’opposition (CSCUO) – "Vereinigung Phoenix und Komitee für die Unterstützung der einheitlichen Kandidatur der Opposition"
- Union pour la Démocratie et le Progrès Social (Togo) – "Union für die Demokratie und sozialen Fortschritt"
- Mouvement des croyants pour l’égalité et la paix – "Bewegung der Gläubigen für Gleichheit und Frieden".